# Diyarbakır (tartomány)
Diyarbakır tartomány (kurdul: Amed) Törökország délkeleti részén fekvő tartománya, lakosságának nagy része kurd nemzetiségű. Északnyugaton Elazığ, nyugaton Malatya és Adıyaman, délnyugaton Şanlıurfa, délen Mardin, keleten Batman és Muş, északkeleten Bingöl határolja. Központja Diyarbakır városa.

## További információk

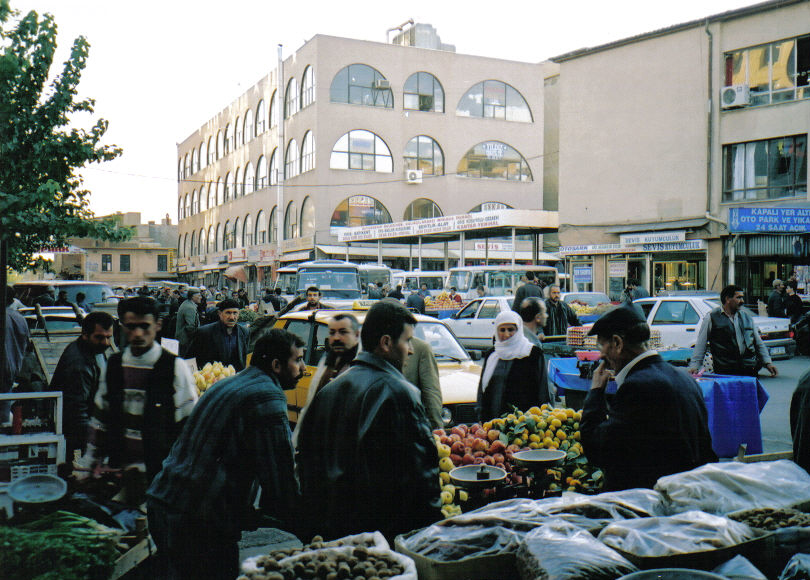
Utcai piac Diyarbakır városában

## Körzetei
A tartomány 18 körzetből áll:
- Bağlar
- Bismil
- Çermik
- Çınar
- Çüngüş
- Dicle
- Diyarbakır
- Eğil
- Ergani
- Hani
- Hazro
- Kayapınar
- Kocaköy
- Kulp
- Lice
- Silvan
- Sur
- Yenişehir